# 徳島県道16号徳島上那賀線
徳島県道16号徳島上那賀線（とくしまけんどう16ごう とくしまかみなかせん）は、徳島県徳島市から那賀郡那賀町に至る県道（主要地方道）である。

## 概要

### 路線データ
- 陸上距離：67.549 km（平成29年徳島県道路現況調書、他に旧道5.063 km）
- 起点：徳島県徳島市大原町（徳島県道120号徳島小松島線交点）
- 終点：徳島県那賀郡那賀町日真字出合（出合橋交差点、国道193号・国道195号交点）

## 歴史
- 1959年（昭和34年）1月31日 - 徳島県道一般県道26号木沢徳島線として認定。
- 1964年（昭和39年）12月28日 - 建設省（現・国土交通省）が主要地方道徳島上那賀線を指定。
- 1965年（昭和40年） - 徳島上那賀線に変更。[要出典]
- 1972年（昭和47年）3月10日 - 現在の徳島県道16号徳島上那賀線として認定。
- 1974年（昭和49年）11月12日 - 一部区間が国道193号重複となる。
- 1993年（平成5年）5月11日 - 建設省から、主要県道徳島上那賀線が徳島上那賀線として主要地方道に再指定される[1]。

## 路線状況
起点から上勝町田野々までの区間は一部を除いて2車線が確保されているが、それ以降は狭隘路が連続しカーブ・勾配共にきつくなる。

### 重複区間
- 徳島県道136号宮倉徳島線（徳島市大原町・千代が丸交差点 - 小松島市前原町宮）
- 国道193号・徳島県道253号山川海南線（那賀郡那賀町沢谷 - 那賀郡那賀町日真）
- 徳島県道295号木沢上那賀線（那賀郡那賀町沢谷 - 那賀郡那賀町日真）

### 橋梁・トンネル
- 新坂本トンネル
- 福川トンネル
- 傍示トンネル
- 日浦トンネル
- 八重地トンネル
- 符殿トンネル

### 道の駅
- 道の駅ひなの里かつうら

## 地理

### 通過する自治体
- 徳島市
- 小松島市
- 徳島市
- 勝浦郡
  - 勝浦町
  - 上勝町
- 那賀郡
  - 那賀町

### 交差する道路
- 徳島県道120号徳島小松島線（徳島市大原町・千代が丸交差点、起点）
- 国道55号（国道195号重複）（小松島市江田町大江田・勝浦川橋南詰交差点）
- 徳島県道136号宮倉徳島線（小松島市前原町宮）
- 徳島県道33号小松島佐那河内線（小松島市田浦町西原・野上橋交差点）
- 徳島県道22号阿南勝浦線（勝浦郡勝浦町沼江車ノ口）
- 徳島県道212号新浜勝浦線（勝浦郡勝浦町三溪下川原）
- 徳島県道18号勝浦佐那河内線（勝浦郡勝浦町坂本）未供用
- 国道193号（徳島県道253号山川海南線重複）（那賀郡那賀町沢谷）
- 徳島県道295号木沢上那賀線（那賀郡那賀町沢谷）
- 国道195号（那賀郡那賀町日真、終点）

### 沿線にある施設など
- 勝浦川

## ギャラリー

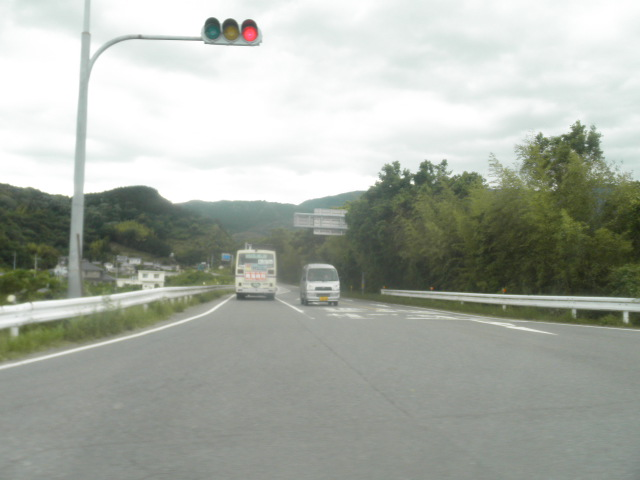
小松島市田浦町字西原
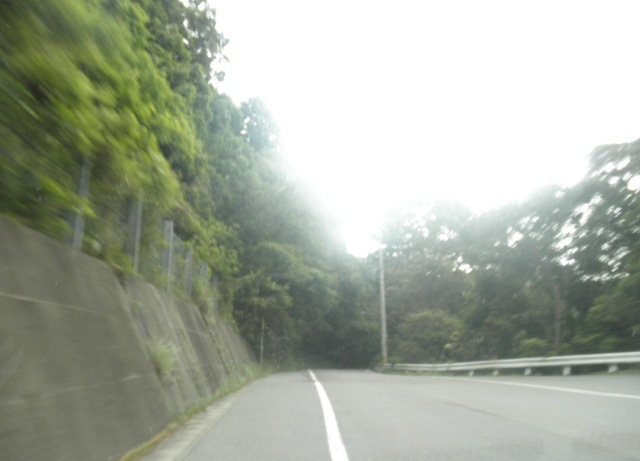
徳島市飯谷町字干坂
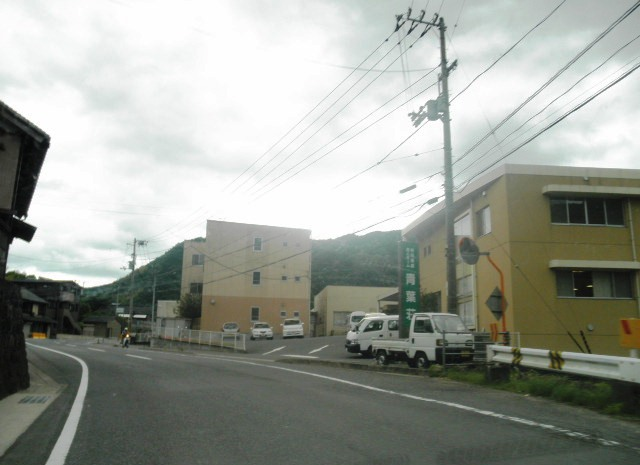
徳島市飯谷町字西分
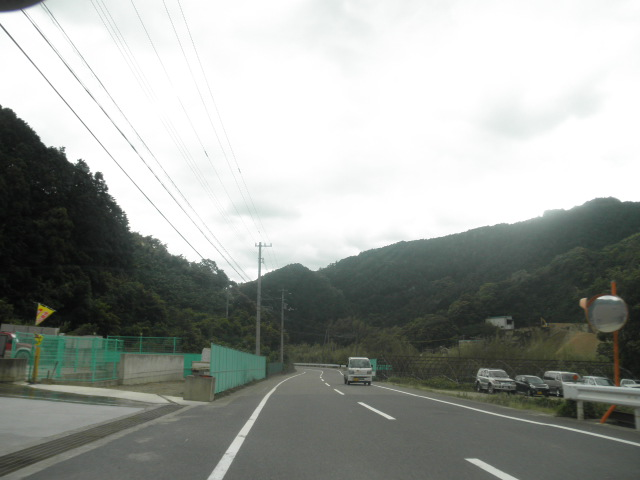
勝浦郡勝浦町沼江字石原
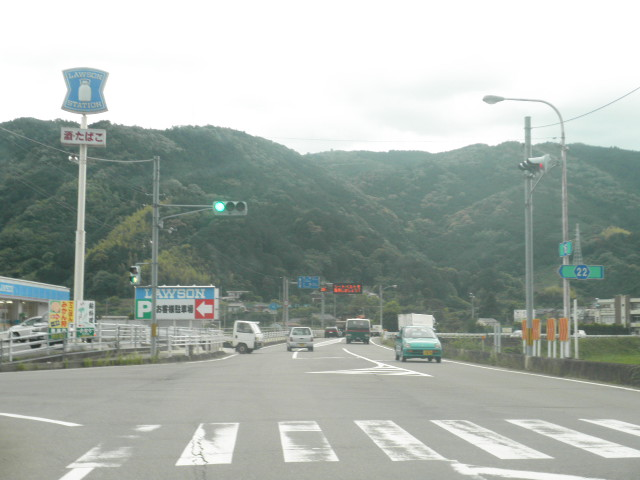
勝浦郡勝浦町沼江字車ノ口
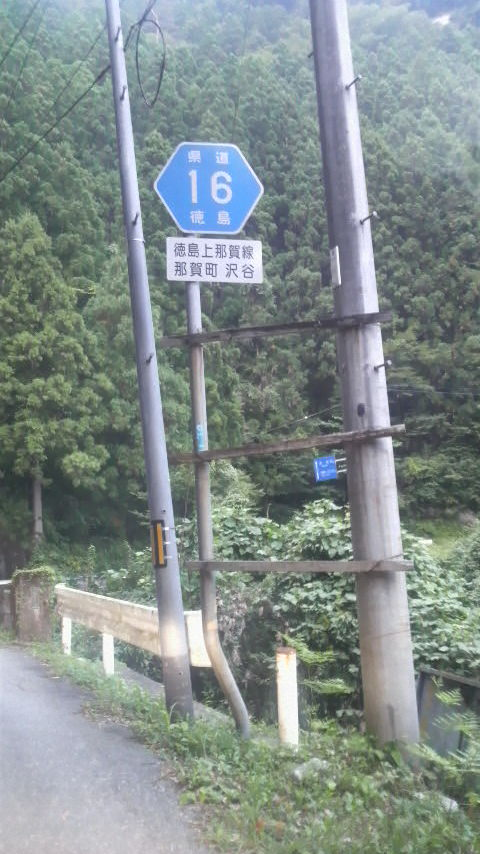
那賀郡那賀町沢谷